# Benitochromis
Benitochromis – rodzaj słodkowodnych ryb okoniokształtnych z rodziny pielęgnicowatych (Cichlidae).

## Występowanie
Afryka.

## Klasyfikacja
Gatunki zaliczane do tego rodzaju:
- Benitochromis batesii
- Benitochromis conjunctus
- Benitochromis finleyi
- Benitochromis nigrodorsalis
- Benitochromis riomuniensis
- Benitochromis ufermanni

Gatunkiem typowym rodzaju jest Chromidotilapia finleyi.